# 29788 Rachelrossi
A 29788 Rachelrossi (ideiglenes jelöléssel (29788) 1999 CG60) a Naprendszer kisbolygóövében található aszteroida. A LINEAR projekt keretében fedezték fel 1999. február 12-én.